# III. Szixtusz pápa
Szent III. Szixtusz (latinul: Sixtus), (? – 440. augusztus 18.) volt a 44. pápa az egyház történetében. 432. július 31-én választotta meg a római zsinat és egészen haláláig maradt hivatalában. Nevét már tudatosan választotta meg, és így a Sixtus név összefonódott azokkal az egyházfőkkel, akik nagyobb szabású építkezésekbe fogtak. Mindemellett Sixtus nemcsak fizikai értelemben építkezett, hanem az egyházban is rendet teremtett.

## Élete
Életéről mindössze csak annyi ismeretes, hogy Rómában született. Nagy tudású és határozott emberként ismerték, viszont nem volt annyira ellene a reformoknak, és nem is volt olyan törtetően fanatikus, mint elődje. Részt vett az Epheszoszi zsinaton, és az utána összeülő krisztológiai vitákat már ő hívta össze. Pontifikátusának egyik legjelentősebb állomása volt ez, mert ezen a gyűlésen sok belső ellentétnek, dogmatikai vitának sikerült végére járni. Jézus isteni és egyben emberi lényében már megegyeztek, azonban Szűz Mária személye körül viták alakultak ki. Egyesek szerint Mária csak az emberi rész anyja lehetett. A viták végén abban állapodtak meg a jelenlévők, hogy Szűz Mária megkapja a görög Theotokos jelzőt, ami istenszülőt jelent. Ezzel elismerték Mária anyaságát mind emberi mind isteni értelemben. Kibékítette Alexandriai Cirillt és a szír püspököket. Megerősítette a thesszalonikéi érsek fennhatóságát Illíria felett, de utalt egyben a pápa elsőbbségére.
Nyolc évig tartó uralkodása alatt a nyugati gótok rombolásai nyomán hatalmas építkezésekbe fogott egész Itáliában. Rómában az Aventinus dombon felépíttette a Santa Sabina templomot. A krisztológiai viták emlékére emeltette a Santa Maria Maggiore templomot.
440-ben halt meg. Szentté avatásának ünnepét augusztus 19-én tartják.

## Művei
- Documenta Catholica Omnia (latin nyelven). (Hozzáférés: 2011. december 6.)